# كاستلنوفو نيجرا
كاستلنوفو نيجرا هي مدينة (بلدية) في مدينة تورينو الحضرية في المنطقة الإيطالية بيدمونت ، وتقع على بعد حوالي 40 كيلومتر (25 ميل) شمال تورينو . يتكون من اتحاد قريتين: سال و فيلا كاستلنوفو

## روابط خارجية
- الموقع الرسمي